# Cerro Colorado, Chilcuautla
Cerro Colorado är en ort i Mexiko.   Den ligger i kommunen Chilcuautla och delstaten Hidalgo, i den sydöstra delen av landet, 110 km norr om huvudstaden Mexico City. Cerro Colorado ligger 1 822 meter över havet och antalet invånare är 422.
Terrängen runt Cerro Colorado är huvudsakligen kuperad. Cerro Colorado ligger nere i en dal. Runt Cerro Colorado är det ganska tätbefolkat, med 120 invånare per kvadratkilometer. Närmaste större samhälle är Ixmiquilpan, 11,5 km norr om Cerro Colorado. Trakten runt Cerro Colorado består till största delen av jordbruksmark.